# Emilia Schüleová
Emilia Schüleová (* 28. listopadu 1992, Blagověščensk, Rusko) je německá filmová a televizní herečka.
Narodila se v Rusku v rodině německých přistěhovalců. Od roku 1994 žije v Německu. Od dětství se věnovala profesionálnímu tanci, v roce 2005 uspěla v soutěži Talents Getting Started, poté účinkovala v televizních reklamách. Jejím největším úspěchem byla jedna z hlavních rolí ve filmu pro mládež Freche Mädchen. Je držitelkou hereckých cen Goldene Kamera a Deutscher Schauspielerpreis.

## Soukromý život
V roce 2008 se Emilia seznámila s hercem Jannisem Niewöhnerem při natáčení mládežnického dramatu "Gangy". Tvořili pár sedm let, než se v roce 2015 rozešli. Od roku 2020 tvoří tato dvojice opět pár.

## Filmografie
| Rok         | Název                                       | Role                           | Poznámky            |
| ----------- | ------------------------------------------- | ------------------------------ | ------------------- |
| 2006        | Nichts weiter als                           | dívka 2 (část "Ty a já")       | krátkometrážní film |
| 2007        | Manatu: Zachrání tě jen pravda              | Nikki Mickler                  | TV film             |
| 2007        | Guten Morgen, Herr Grothe                   |                                | TV film             |
| 2008        | Freche Mädchen                              | Mila - hlavní role             | [ 5 ]               |
| 2008        | Bratříček a sestřička                       | Jägerstochter - lovcova dcera  | TV film             |
| 2009        | Moje úžasná rodina                          | Maxi (2 epizody)               | TV seriál           |
| 2009        | Moje úžasná rodina: Vše pod jednou střechou | Maxi                           | TV film             |
| 2009        | Moje úžasná rodina: Svatební přípravy       | Maxi                           | TV film             |
| 2009        | Lucky Fritz                                 | dospívající dívka              | [ 10 ]              |
| 2009        | Gangy                                       | Sofie                          | [ 11 ]              |
| 2009        | Faktor 8 - Smrtící virus                    | Julia Hecker                   | TV film             |
| 2010        | Studentka ro(c)ku                           | Julia - hlavní role            | [ 13 ]              |
| 2010        | Popelka                                     | Popelka - hlavní role          | TV film             |
| 2010        | Freche Mädchen 2                            | Mila - hlavní role             | [ 15 ]              |
| 2011        | Nezvěstná                                   | Alexandra Walch - hlavní role  | TV film             |
| 2011        | Isenhart: Legenda o rytíři                  | Sophia von Laurin              | TV film             |
| 2012        | Unter Frauen                                | Sandra Förster                 | [ 18 ]              |
| 2012        | Nemez                                       | Nadja - hlavní role            | [ 19 ]              |
| 2012        | Každý dělá, co umí                          | Sophie                         | [ 20 ]              |
| 2012        | Místo činu                                  | Larissa Pantschuk (2 epizody)  | TV seriál           |
| 2012        | Letzte Spur Berlin                          | Hanna Maiwald (1 epizoda)      | TV seriál           |
| 2012        | Kriminálka Stuttgart                        | Nora Grölle (1 epizoda)        | TV seriál           |
| 2012 - 2014 | Add a Friend                                | Vanessa Schaller (20 epizod)   | TV seriál           |
| 2013        | Černá díra                                  | Jana Weber                     | TV film             |
| 2013        | In einem wilden Land                        | Mila Hofmann - hlavní role     | TV film             |
| 2013        | Poslední polda                              | Julia Brinkmann (1 epizoda)    | TV seriál           |
| 2014        | Otcem na poslední chvíli                    | Lisa                           | [ 28 ]              |
| 2014        | Besser als nix                              | Maren                          | [ 29 ]              |
| 2014        | Helen Dorn                                  | Juliane Junkers (1 epizoda)    | TV seriál           |
| 2015        | Tod den Hippies!! Es lebe der Punk!         | Sanja                          | [ 31 ]              |
| 2015        | Gangy Berlína                               | Masha Kamp                     | TV film             |
| 2015        | Boy 7                                       | Lara (dívka 8) - hlavní role   | [ 33 ]              |
| 2016        | LenaLove                                    | Lena - hlavní role             | [ 34 ]              |
| 2016        | Zelená jako smaragd                         | Amalia                         | [ 35 ]              |
| 2016        | Unsere Zeit ist jetzt                       | dívka z výtahu                 | [ 36 ]              |
| 2016        | Na rovinu                                   | Nadja                          | TV film             |
| 2016        | Tančírna na hlavní třídě '56                | Eva Schöllack (3 epizody)      | TV minisérie        |
| 2017        | Tenkrát v zemi Indiánů                      | Jackie - hlavní role           | [ 39 ]              |
| 2017        | Můj bratr Simpel                            | Aria                           | [ 40 ]              |
| 2017        | High Society                                | Anabel von Schlacht            | [ 41 ]              |
| 2017        | Bezbožní                                    | Ewa                            | [ 42 ]              |
| 2017        | Charité                                     | Hedwig Freiberg (6 epizod)     | TV seriál           |
| 2017        | Berlínská mise                              | Lena Ganz (8 epizod)           | TV seriál           |
| 2018        | Axel, der Held                              | Jenny                          | [ 45 ]              |
| 2018        | Tančírna na hlavní třídě '59                | Eva Fassbender (3 epizody)     | TV minisérie        |
| 2019        | Továrna na sny                              | Milou - hlavní role            | [ 47 ]              |
| 2019        | Prof. Wall im Bordell                       | Aurelie Heinrich               | TV film             |
| 2019        | Treadstone                                  | mladá Petra (10 epizod)        | TV seriál           |
| 2020        | Narcis a Goldmund                           | Lydia                          | [ 50 ]              |
| 2020        | Jeden den napořád                           | Franziska                      | [ 51 ]              |
| 2020        | Quiz ohne Grenzen                           | host                           | TV pořad            |
| 2020        | Místo činu                                  | Marie Jäger (1 epizoda)        | [ 53 ]              |
| 2021        | Shorty und das Geheimnis des Zauberriffs    | Indigo (hlas)                  | [ 54 ]              |
| 2021        | Die Vergesslichkeit der Eichhörnchen        | Marija - hlavní role           | [ 55 ]              |
| 2021        | Tančírna na hlavní třídě '63                | Eva Fassbender (3 epizody)     | TV minisérie        |
| 2022        | Všechny jsme krásné                         | Julie Abeck - hlavní role      | [ 57 ]              |
| 2022        | Parfumér                                    | Sunny - hlavní role            | [ 58 ]              |
| 2022 - nyní | Marie Antoinetta                            | Marie Antoinette - hlavní role | TV seriál           |
| 2024        | Die Ironie des Lebens                       | Melli                          | [ 60 ]              |
| 2025        | Wunderschöner                               | Julie Abeck - hlavní role      | [ 61 ]              |

## Ocenění a nominace
| Rok  | Cena                           | Kategorie                          | Dílo                                                              | Výsledek   | Ref.   |
| ---- | ------------------------------ | ---------------------------------- | ----------------------------------------------------------------- | ---------- | ------ |
| 2008 | Undine Awards, Rakousko        | Nejlepší mladá herečka             | Freche Mädchen                                                    | nominována | [ 62 ] |
| 2010 | New Faces Awards               | Herečka                            | Rock It!                                                          | nominována | [ 62 ] |
| 2013 | Televizní cena Güntera Stracka | Nejlepší mladá herečka             | seriál Místo činu (epizoda "Wegwerfmädchen")                      | nominována | [ 62 ] |
| 2014 | Golden Camera                  | Cena Lilli Palmer pamětní kamera   | seriál Místo činu (epizody "Wegwerfmädchen" a "Das goldene Band") | vítězka    | [ 62 ] |
| 2014 | German Screen Actors Awards    | Nejlepší mladá herečka             | seriál Místo činu (epizoda "Wegwerfmädchen")                      | vítězka    | [ 62 ] |
| 2014 | Jupiter Award                  | Nejlepší německá televizní herečka | In einem wilden Land                                              | nominována | [ 62 ] |
| 2017 | Cena Bambi                     | Nejlepší národní herečka           | High Society                                                      | nominována | [ 62 ] |
| 2017 | Golden Hen Awards              | Herectví                           | Charité                                                           | nominována | [ 62 ] |
| 2019 | Golden Hen Awards              | Herectví                           | Továrna na sny                                                    | vítězka    | [ 62 ] |
| 2020 | Jupiter Award                  | Nejlepší německá herečka           | Továrna na sny                                                    | nominována | [ 62 ] |